# Bayes’sche Optimierung
Die Bayes’sche Optimierung (BO, engl. Bayesian Optimization) ist eine sequenzielle Optimierungsmethode für die Optimierung von Black-Box-Funktionen, deren Auswertung teuer ist, d. h. in der Regel Minuten oder Stunden dauert.  Dies tritt beispielsweise auf, wenn die zu optimierende Funktion nicht geschlossen darstellbar ist, sondern etwa das Ergebnis einer Simulation ausgibt, die Ergebnisse des Trainings eines Machine-Learning-Modells darstellt (s. Hyperparameteroptimierung) oder das Ergebnis eines experimentellen Versuchs zurückgibt (s. Design of Experiment).
Die Grundidee der Bayes’schen Optimierung besteht aus dem Prinzip Exploitation and Exploration.
Dies bedeutet, dass beim Vorschlagen neuer Punkte ein Trade-off zwischen bereits bekannten guten Punkten (Exploitation) und neuen hoffentlich noch besseren Punkten (Exploration) gefunden wird, welcher durch die gewählte Akquisitionsfunktion (acquisition function) beeinflusst wird. Sucht man in der Bayes’schen Optimierung einen Tradeoff für die Maximierung eines Erwartungswertes und die Minimierung der Streuung, kann dies als Mehrzieloptimierung betrachtet werden.

## Geschichte
Der Begriff wird im Allgemeinen Harold J. Kushner und Jonas Mockus zugeschrieben, welche in den 1960er und 1970er Jahren begannen, dazu zu publizieren.

## Ausgangslage
Die Bayes'sche Optimierung wird typischerweise bei Optimierungsproblemen der Form {\textstyle \max _{x\in A}f(x)} eingesetzt, wobei {\textstyle A} die Menge aller zulässigen Punkte {\textstyle x} ist, welche auch zulässige Menge genannt wird. Die Bayes'sche Optimierung ist besonders vorteilhaft für Probleme, bei denen die Berechnung eines Funktionswerts {\textstyle f(x)} der Zielfunktion {\displaystyle f} mit großem Aufwand verbunden ist. Die Zielfunktion {\textstyle f} ist in der Regel stetig und ist ansonsten von unbekannter Struktur, die als „Black Box“ bezeichnet wird. Bei ihrer Auswertung wird nur der Funktionswert {\textstyle f(x)} beobachtet; die Ableitungen werden nicht berechnet.

## Strategie

Bayes'sche Optimierung einer Funktion (schwarz) mit Gaußschen Prozessen (lila). Unten sind drei Acquisition Functions (blau) dargestellt.

Da die Zielfunktion {\displaystyle f} unbekannt ist, besteht die Bayes'sche Strategie darin, sie als Zufallsfunktion zu behandeln und ihr einen Prior zuzuweisen. Der Prior gibt die Annahmen über das Verhalten der Funktion wieder. Nach dem Sammeln einer Stichprobe bestehend aus Punkten {\displaystyle x_{i}} und zugehörigen „wahren“ Funktionswerten {\displaystyle f(x_{i})}, wird der Prior aktualisiert, um die Posterior-Verteilung über die Zielfunktion zu bilden. Die Posterior-Verteilung wird wiederum verwendet, um eine Akquisitionsfunktion (oft auch als Infill-Sampling-Kriterium bezeichnet) zu konstruieren, die optimiert wird, um den nächsten Abfragepunkt zu bestimmen.
In der Optimierung sollen neue Punkte {\displaystyle x_{t}^{*}} vorgeschlagen werden, die {\displaystyle f} maximieren/minimieren.

### Surrogatmodell
Die Bayes'sche Optimierung beruht darauf, dass ein Surrogatmodell {\displaystyle {\hat {f}}} an der Stelle {\displaystyle x\in A} leichter auszuwerten ist als die echte Black-Box Funktion {\displaystyle f}.
Typischerweise werden als Surrogatmodelle Gauß-Prozesse, Parzen-Tree Estimator, Random Forests oder andere bootstrap aggregated models verwendet.
Gemeinsam haben diese Schätzmodelle, dass sie eine Varianzschätzung (und damit eine Schätzung der Verteilung) erlauben.
Diese Varianzsschätzung wird anschließend in der Akquisitionsfunktion verwendet, um nicht nur das (mittlere, erwartete) Optimum zu finden, sondern zusätzlich einen Erwartungswert-Varianz-Trade-off einzugehen:
Punkte {\displaystyle x} mit hoher Varianz in der Vorhersage des Surrogatmodells könnten beispielsweise einen deutlich höheren echten Wert {\displaystyle f} aufweisen als das Modell {\displaystyle {\hat {f}}} bisher modelliert hat. Punkte mit hoher Chance auf eine mögliche Verbesserung (gemessen durch die Akquisitionsfunktion) werden als neue Punkte zur Auswertung von {\displaystyle f} vorgeschlagen.

### Vorschlagen neuer Punkte
Jedes Mal, wenn eine Auswertung erfolgt, wird das neue Wertepaar {\displaystyle (x,f(x))} in das Trainingsset des Surrogatmodells aufgenommen. Es ergeben sich dann neue Punkte mit hoher Chance auf eine mögliche Verbesserung und der Vorgang wird bis zur Konvergenz wiederholt, wobei keine Konvergenz im mathematischen Sinne erwartet wird, sondern die Methode beispielsweise nach einer bestimmten Anzahl von Iterationen aus Budget-Gründen endet oder ein vorzeitiger Abbruch vorgenommen wird, falls sich in den letzten Iterationen keine Verbesserung mehr feststellen ließ.
Mit Kenntnis der durch das Surrogatmodell geschätzten bedingten Wahrscheinlichkeitsdichte {\displaystyle {\hat {p}}(f|x_{i})} kann die Akquisitionsfunktion iterativ optimiert werden.
Der nächste zu überprüfenden Punkt ist {\displaystyle x_{t}={\text{argmax}}_{x}{\text{Acquisition function}}(x)} (wenn die Akquisitionsfunktion maximiert werden soll). Die argmax-Funktion kann näherungsweise für eine endliche Menge an zufälligen Punkten {\displaystyle \{x_{1},\dots x_{n}\}}ausgewertet werden. Die Näherung an argmax ist dann der x-Wert, welcher den größten Wert der Akquisitionsfunktion hat.

## Pseudocode
Die folgende algorithmische Grundidee der Bayes'schen Optimierung wird wie folgt in Anlehnung an die Literatur dargestellt.
```
FOR
 

  

    

      

        
n

        
=

        
1

        
,

        
2

        
,

        
…

      

    

    
{\displaystyle n=1,2,\ldots }

  

 
DO

  Wähle einen neuen Punkt 

  

    

      

        

          
x

          

            
n

            
+

            
1

          

        

      

    

    
{\displaystyle x_{n+1}}

  

 durch Optimierung der Akquisitionsfunktion 

  

    

      

        
α

      

    

    
{\displaystyle \alpha }

  

: 

  

    

      

        

          
x

          

            
n

            
+

            
1

          

        

        
=

        
arg

        
⁡

        
max

        
α

        
(

        
x

        
;

        

          

            

              
D

              

                
n

              

            

            
)

          

        

      

    

    
{\displaystyle x_{n+1}=\arg \max \alpha (x;{\cal {D_{n})}}}

  

  Evaluiere den Zielfunktionswert: 

  

    

      

        

          
y

          

            
n

            
+

            
1

          

        

        
=

        
f

        
(

        

          
x

          

            
n

            
+

            
1

          

        

        
)

      

    

    
{\displaystyle y_{n+1}=f(x_{n+1})}

  

  Erweitere den Datensatz um den neuen Punkt:

  

    

      

        

          

            

              
D

              

                
n

                
+

                
1

              

            

            
=

            
{

            

              

                

                  
D

                  

                    
n

                  

                

                
,

                
(

                

                  
x

                  

                    
n

                    
+

                    
1

                  

                

                
,

                

                  
y

                  

                    
n

                    
+

                    
1

                  

                

                
)

                
}

              

            

          

        

      

    

    
{\displaystyle {\cal {D_{n+1}=\{{\cal {D_{n},(x_{n+1},y_{n+1})\}}}}}}

  

  Aktualisiere das zugrundeliegende statistische Modell

END FOR
```

## Exotische Bayes’sche Optimierung
Probleme, die von der oben gemachten Annahme der leichten Auswertung abweichen, werden als exotische Bayes’sche Optimierungsprobleme bezeichnet. Optimierungsprobleme können exotisch werden, wenn bekannt ist, dass es Rauschen gibt, die Auswertungen parallel durchgeführt werden, die Qualität der Auswertungen von einem Kompromiss zwischen Schwierigkeit und Genauigkeit abhängt, zufällige Umgebungsbedingungen vorhanden sind oder die Auswertung Ableitungen beinhaltet.

## Beispiele für Akquisitionsfunktionen
Akquisitionsfunktionen stellen einen Kompromiss (Trade-off) zwischen Erkundung und Ausnutzung dar, um die Anzahl der Funktionsabfragen zu minimieren.
Die Bayes’sche Optimierung eignet sich daher gut für Funktionen, deren Auswertung teuer ist.
Beispiele für Akquisitionsfunktionen (engl. acquisition function) sind:
- obere ({\displaystyle \kappa >0}), bzw. untere ({\displaystyle \kappa <0}) Konfidenzgrenzen {\displaystyle CB(x)={\hat {\mu }}(x)+\kappa {\hat {\sigma }}(x)},
- die Verbesserungswahrscheinlichkeit {\displaystyle p(f(x)>f(x^{\dagger })+\kappa )},
- die erwartete Verbesserung,
- die erwarteten Verluste nach Bayes,
- Thompson-Sampling und Mischformen davon.[7]

### Erwartete Verbesserung
Die erwartete Verbesserung (expected improvement) ist {\displaystyle EI(x)=E[f|x]-f(x^{\dagger })}.
Hierbei ist {\displaystyle f(x^{\dagger })} der bisher tatsächlich beobachtete Maximalwert der Blackbox-Funktion {\displaystyle f}. Der bedingte Erwartungswert berechnet sich durch {\displaystyle E[f|x]=\int _{\mathbb {R} }fp(f|x)df}.
In der Literatur gibt es auch andere nicht äquivalente Definitionen der erwarteten Verbesserung: 
{\displaystyle EI(x)=\int _{\mathbb {R} }\max(f-f(x^{\dagger }),0)p(f|x)df}.
Für einen Gauss-Prozess folgt aus der Definition:
{\displaystyle EI(x)=\left({\hat {\mu }}(x)-f(x^{\dagger })\right)\Phi \left({\frac {{\hat {\mu }}(x)-f(x^{\dagger })}{{\hat {\sigma }}(x)}}\right)+{\hat {\sigma }}(x)\phi \left({\frac {{\hat {\mu }}(x)-f(x^{\dagger })}{{\hat {\sigma }}(x)}}\right),}
wobei {\displaystyle \Phi } die Verteilungsfunktion der Normalverteilung ist und {\displaystyle \phi } die Wahrscheinlichkeitsdichtefunktion der Normalverteilung ist.
Die erwartete Verbesserung ermöglicht somit den Vorschlag von Punkten {\displaystyle x} für die {\displaystyle {\hat {\mu }}(x)<f(x^{\dagger })}, bei denen aber {\displaystyle {\hat {\sigma }}(x)} groß ist. Somit ermöglicht diese Akquisitionsfunktion die Exploration. 
Die erwartete Verbesserung wählt im Vergleich zur Akquisionsfunktion mit Konfidenzgrenzen einen gewissen Explorations-Exploitation-Trade-off ohne weiteren expliziten Hyperparameter {\displaystyle \kappa } (welcher bei LCB or UCB als Akquisitionsfunktion vorliegt).

## Lösungsmethoden
Die Maximierung der Akquisitionsfunktion erfolgt durch Verfahren der mathematischen Optimierung (Newtonverfahren, Quasi-Newton-Methoden wie dem Broyden-Fletcher-Goldfarb-Shanno-Algorithmus …) oder durch Random Sampling, das heißt das Auswerten der Akquisitionsfunktion an zufällig gezogenen Punkten der zulässigen Menge {\displaystyle A}.

## Anwendungsgebiete
Der Ansatz wurde zur Lösung einer Vielzahl von Problemen angewandt, darunter Hyperparameteroptimierung, Rangordnungslernen, Computergrafik und visuelles Design, Robotik, Sensornetzwerke, automatische Algorithmenkonfiguration, automatische Toolboxen für maschinelles Lernen, Reinforcement Learning, Planung, visuelle Aufmerksamkeit, Architekturkonfiguration beim Deep Learning, statische Programmanalyse, experimentelle Teilchenphysik, Chemie, Materialdesign und Arzneimittelentwicklung.